# Leptodermis xizangensis
Leptodermis xizangensis är en måreväxtart som beskrevs av Hsien Shui Lo. Leptodermis xizangensis ingår i släktet Leptodermis och familjen måreväxter.
Artens utbredningsområde är Tibet. Inga underarter finns listade i Catalogue of Life.